# Liisi Oterma
Liisi Oterma (n. 6 ianuarie 1915, Åbo, Imperiul Rus – d. 4 aprilie 2001, Åbo, Finlanda) a fost un astronom finlandez, prima femeie care a obținut un Doctorat în astronomie , în Finlanda.
Ea a descoperit sau co-a descoperit mai multe comete, inclusiv comete periodice 38P/Ștefan-Oterma, 39P/Oterma și 139P/Väisälä–Oterma. Ea este, de asemenea, creditată de către Minor Planet Center (MPC) cu descoperirea a 54 de planete minore între 1938 și 1953, și locul 153 pe diagrama descoperirilor din toate timpurile MPC.
Asteroidul Hildian 1529 Oterma, descoperit de astronomul finlandez Yrjö Väisälä în 1938, a fost numit în onoarea ei.

## Lista de planete minore descoperite
| 1504 Lappeenranta   | 23 martie 1939       |
| 1507 Vaasa          | 12 septembrie 1939   |
| 1522 Kokkola        | 18 noiembrie 1938    |
| 1540 Kevola         | 16 noiembrie 1938    |
| 1544 Vinterhansenia | 15 octombrie 1941    |
| 1545 Thernöe        | 15 octombrie 1941    |
| 1558 Järnefelt      | 20 ianuarie 1942     |
| 1559 Kustaanheimo   | 20 ianuarie 1942     |
| 1679 Nevanlinna     | 18 martie 1941       |
| 1680 Per Brahe      | La 12 februarie 1942 |
| 1695 Walbeck        | 15 octombrie 1941    |
| 1705 Tapio          | 26 septembrie 1941   |
| 1758 Naantali       | 18 februarie 1942    |
| 1882 Rauma          | 15 octombrie 1941    |
| 2064 Thomsen        | 8 septembrie 1942    |
| 2107 Ilmari         | 12 noiembrie 1941    |
| 2159 Kukkamäki      | 16 octombrie 1941    |
| 2195 Tengström      | 27 septembrie 1941   |
| 2268 Szmytowna      | 6 noiembrie 1942     |
| 2291 Kevo           | 19 martie 1941       |
| 2332 Kalm           | 4 aprilie 1940       |
| 2501 Lohja          | 14 aprilie 1942      |
| 2640 Hällström      | 18 martie 1941       |
| 2717 Tellervo       | 29 noiembrie 1940    |
| 2774 Tenojoki       | 3 octombrie 1942     |
| 2803 Vilho          | 29 noiembrie 1940    |
| 2804 Yrjö           | 19 aprilie 1941      |

| 2805 Kalle      | 15 octombrie 1941    |
| 2827 Vellamo    | 11 februarie 1942    |
| 2828 Iku- - Si  | 18 februarie 1942    |
| 2840 Kallavesi  | 15 octombrie 1941    |
| 2841 Puijo      | Februarie 26, 1943   |
| 2846 Ylppö      | La 12 februarie 1942 |
| 2857 NU         | 17 februarie 1942    |
| 2912 Lapalma    | 18 februarie 1942    |
| 2946 Muchachos  | 15 octombrie 1941    |
| 2988 Korhonen   | 1 martie 1943        |
| 3132 Landgraf   | 29 noiembrie 1940    |
| 3381 Mikkola    | 15 octombrie 1941    |
| 3497 Innanen    | 19 aprilie 1941      |
| 3597 Kakkuri    | 15 octombrie 1941    |
| 3811 Karma      | 13 octombrie 1953    |
| 3892 Dezsö      | 19 aprilie 1941      |
| 4133 Heureka    | 17 februarie 1942    |
| 4163 Saaremaa   | 19 aprilie 1941      |
| 4227 Kaali      | 17 februarie 1942    |
| (5216) 1941 HA  | 16 aprilie 1941      |
| (5534) 1941 ONU | 15 octombrie 1941    |
| (5611) 1943 DL  | Februarie 26, 1943   |
| (5985) 1942 RJ  | 7 septembrie 1942    |
| 6886 Grote      | 11 februarie 1942    |
| 7267 Victormeen | 23 februarie 1943    |
| (11780) 1942 TB | 3 octombrie 1942     |
| (15198) 1940 GJ | 5 aprilie 1940       |